# Cockeysville
Cockeysville is een plaats (census-designated place) in de Amerikaanse staat Maryland, en valt bestuurlijk gezien onder Baltimore County.

## Demografie
Bij de volkstelling in 2000 werd het aantal inwoners vastgesteld op 19.388.

## Geografie
Volgens het United States Census Bureau beslaat de plaats een oppervlakte van
29,6 km², waarvan 29,2 km² land en 0,4 km² water. Cockeysville ligt op ongeveer 87 m boven zeeniveau.

## Plaatsen in de nabije omgeving
De onderstaande figuur toont nabijgelegen plaatsen in een straal van 12 km rond Cockeysville.